# Hagiomantis surinamensis
Hagiomantis surinamensis es una especie de mantis de la familia Hymenopodidae.

## Distribución geográfica
Se encuentra en Brasil, Guayana Francesa, Perú y  Surinam.